# Turrón de Doña Pepa
El turrón de Doña Pepa es un dulce tradicional peruano relacionado con la festividad del Señor de los Milagros.

## Historia

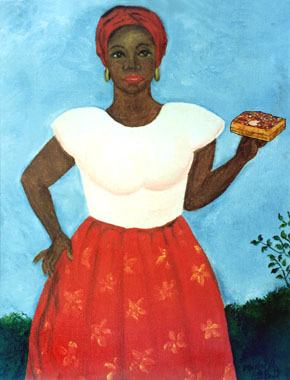
Imagen de Josefa Marmanillo, «Doña Pepa», creadora del postre.

Se atribuyen tradicionalmente dos orígenes al tradicional postre limeño, que recuerda a la esclava afroperuana Josefa Marmanillo, proveniente del cercano valle de Cañete, reconocida como buena cocinera:
La primera historia y la más difundida en la historia oral y escrita, cuenta que hacia fines del siglo XVIII, Josefa Marmanillo comenzó a sufrir una parálisis en los brazos, enfermedad que posibilitó que fuera liberada de la esclavitud, pero al mismo tiempo -al impedirle trabajar- la dejaba sin posibilidad de sustento: en tales circunstancias escuchó rumores sobre los milagros que realizaba la imagen del Cristo de Pachacamilla, viajó hasta Lima, y gracias a su fe y devoción se recuperó de su enfermedad, y en agradecimiento creó el dulce dedicado al Cristo de Pachacamilla, actualmente llamado Señor de los Milagros. En la siguiente salida del Señor, Josefa levantó el turrón, ofreciéndoselo. Otra versión de la leyenda afirma que el Cristo se le aparece en sueños para revelarle la receta que luego ofrecerá.
Al regresar a Cañete, la esclava aseguraba que el Cristo la había mirado sonriendo mientras bendecía la ofrenda. También existe la versión que Josefa llevó una primera vez el turrón a la procesión y se lo ofreció al Cristo de Pachacamilla, curándose al retornar a Cañete. En cualquier forma, en los años posteriores siempre regresó a Lima para ofrecer su turrón en las procesiones del Cristo morado a los fieles, tradición que continuaron su hija, su nieta, y las generaciones posteriores.
La segunda refiere que un virrey organizó un concurso premiando a quien hiciera un alimento agradable, nutritivo y que se pudiera conservar por varios días: la ganadora no fue otra que Josefa Marmanillo, por lo que su apodo «Doña Pepa» quedó asociado al postre.
Diversos documentos del siglo XIX dan cuenta que el postre en ese entonces también se conocía como «turrón de miel» o «turrón del Señor de los Milagros», como un mejoramiento y modificación del clásico turrón español con elementos nuevos y originales, el bautizo definitivo con el nombre «turrón de Doña Pepa» en recuerdo de su inventora, se produjo recién a inicios del siglo XX.

## Descripción
Este dulce se elabora con una masa de harina de trigo, manteca, huevo, leche y canela. La masa se hornea en forma de varillas largas. El armado del postre se realiza formando tres o más listones de masa ya cocida distribuidos de manera similar al juego jenga, bañado con miel de chancaca y decorado con grageas y confites de varias formas y colores.

### Miel de chancaca

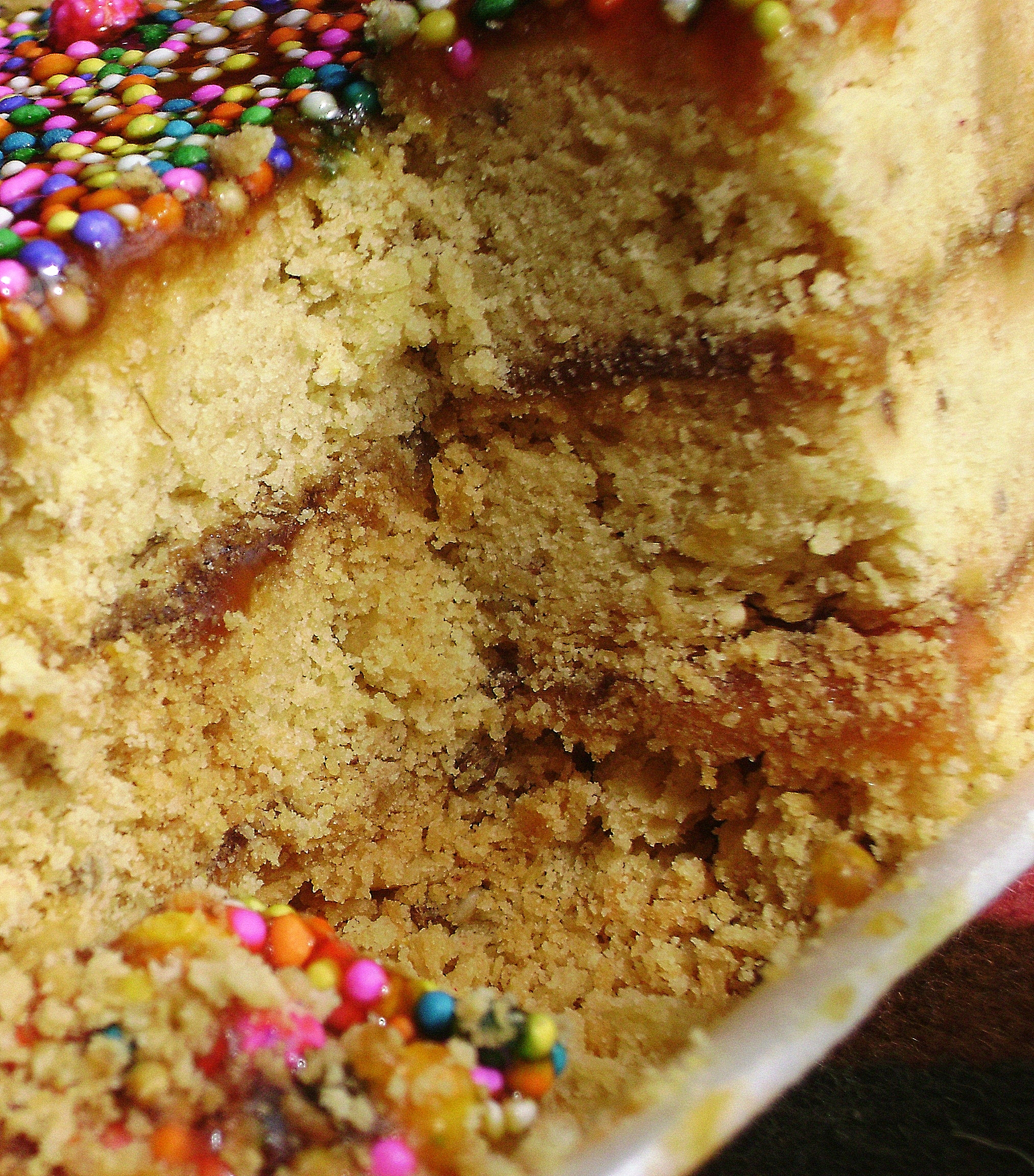
Detalle de las capas de miel y palos de harina

La miel es la que principalmente le otorga el sabor dulce al turrón. Esta miel no sólo se prepara a partir de chancaca (primera miel o melaza sin refinar de la caña de azúcar), son varios los ingredientes que se ponen a hervor junto con el agua, como lo son frutas ácidas como piña, naranja, membrillo, etc. y especias como canela y clavo de olor.

### Grageas y confites

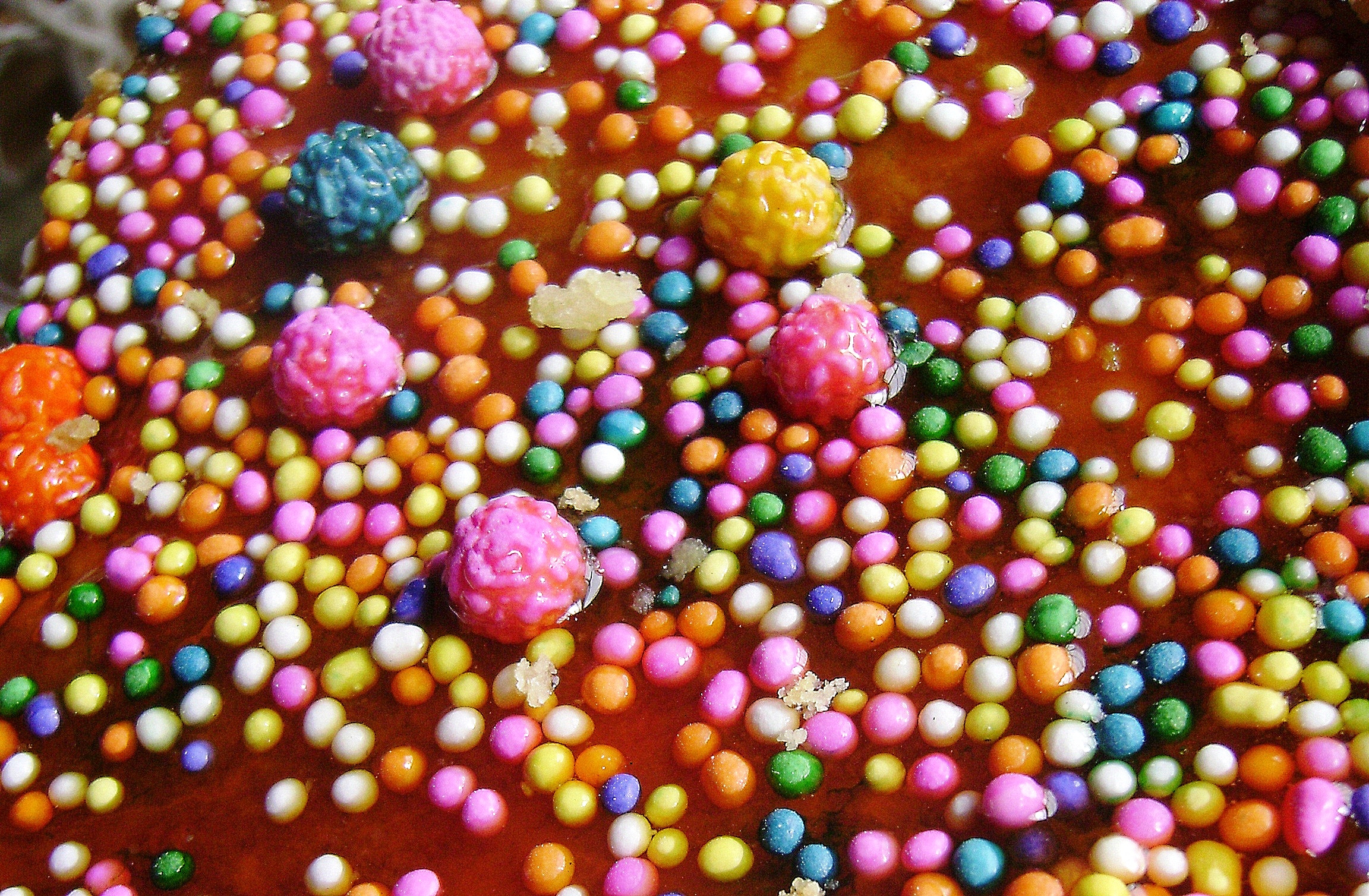
Detalle de las grageas y confites del turrón

Como tradición el turrón de doña Pepa está decorado con distintos tipos de grageas, entre ellos tenemos:
- Grageas: Son diminutas esferitas de diferentes colores, estos son los que se colocan inicialmente y no debe de quedar ningún espacio de miel vacío.
- Bolitas de caramelo: Son más grandes comparadas con las grageas vienen también en distintos colores y tienen dos tamaños diferentes.
- Palitos: Son alargados y también presentan varios colores.
- Figuritas: Son planas y presentan varios colores, presentan formas particulares como estrellas, medialunas, círculos, corazones, etc.

## Impacto sociocultural
- El 18 de octubre de 2009, se preparó el «turrón de Doña Pepa más grande del mundo» que alcanzó los 307 metros de largo y fue preparado por los alumnos del Instituto de alta cocina D'Gallia en el Parque de los Próceres en Jesús María.

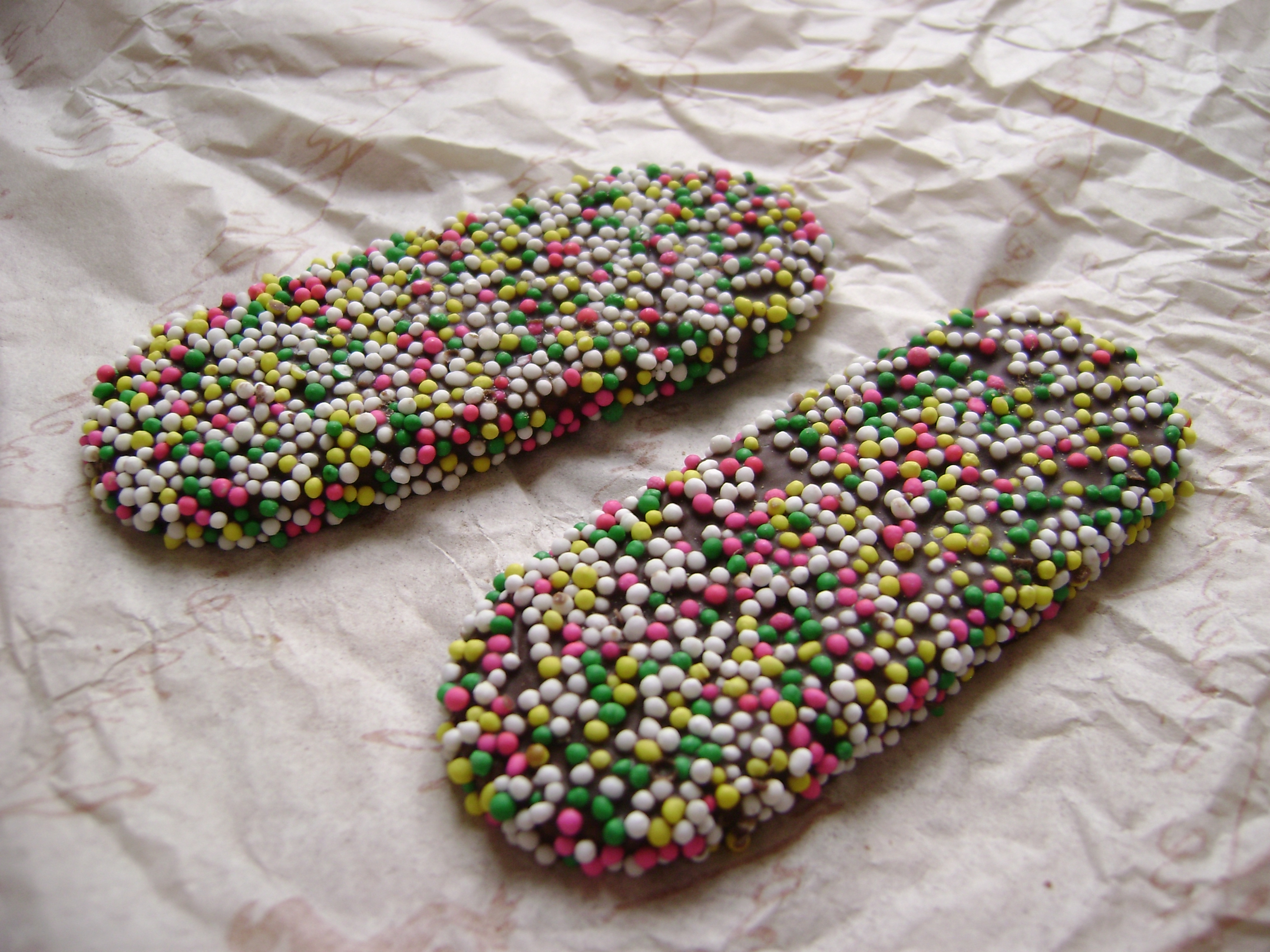
Galletas “Doña Pepa”; obsérvese el uso de grageas de colores.

- El 5 de octubre de 2013, la Municipalidad Metropolitana de Lima con el respaldo de la subgerencia de Sanidad organizó el concurso "El Turrón más grande" donde especialistas en la preparación del tradicional dulce limeño elaboraron uno de 200 metros de longitud en el Parque de la Reserva Circuito Mágico del Agua. Vladimir Zaragoza, Jefe de Promoción del Parque de la Reserva, agradeció a todas las empresas que se sumaron a esta iniciativa que buscó promover emprendimientos de los comerciantes del Cercado de Lima.[7]
- En 2008 se estimó que la producción de turrón de Doña Pepa alcanzó los 540 mil kilos solamente en las tres mil panaderías agrupadas en la Asociación Peruana de Empresarios en Panadería y Pastelería (ASPAN).[8]
- Durante las épocas virreinal y republicana existió un oficio dedicado exclusivamente a la venta del turrón, conocido como «turronero» o «turronera», quienes fueron representados en crónicas y acuarelas costumbristas como las de Pancho Fierro y el francés Charles Angrand.[5]
- En el Perú existe una golosina llamada «Doña Pepa», en clara alusión al turrón de Doña Pepa, la cual es una galleta bañada en chocolate y cubierta con grageas de colores.